# Machtergreifung

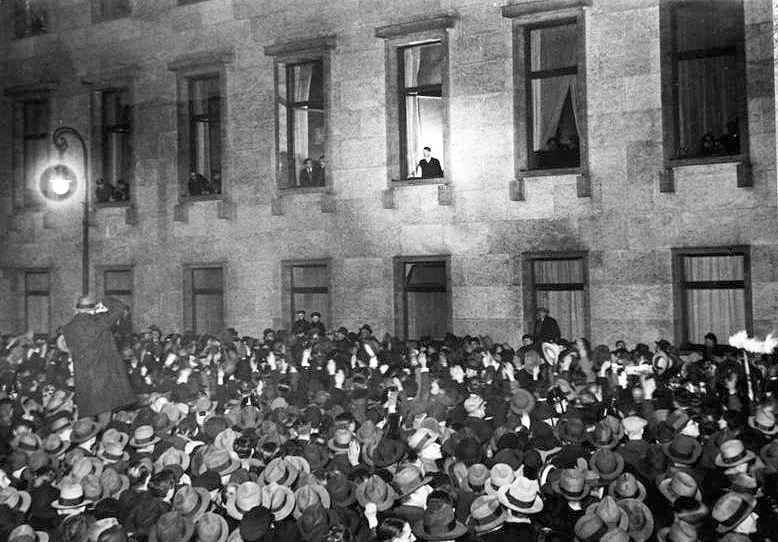
Hitler na sacada da Chancelaria do Reich logo após tomar o poder, em 30 de janeiro de 1933.

Machtergreifung (ouvirⓘ) é uma palavra em alemão que significa "tomada do poder". É usada para se referir a tomada de poder nazista na República de Weimar em 30 de Janeiro de 1933.

## Primeiros passos
Em 1928 o Partido Social-Democrata Alemão obteve uma grande vitória eleitoral e formou um novo governo ao lado do Partido Popular e do Partido de Centro — católico, representantes da pequena burguesia e da burguesia republicana alemã. O Partido Comunista também viu sua votação crescer.
A Alemanha parecia superar as crises que a aflingiam desde o final da Primeira Guerra Mundial (1914-1918).
A crise da Bolsa de Nova Iorque, iniciada em outubro de 1929, teve efeito catastrófico na Alemanha. De repente, cessou todo ingresso de capitais estrangeiros e as portas do comércio internacional foram abruptamente fechadas. A fragilidade da economia alemã ficava assim claramente demonstrada. Centenas de indústrias faliram e o índice de desemprego explodiu. No início de 1932 já existiam mais de 6 milhões de desempregados, o que representava cerca de um terço da força de trabalho.
O chanceler da República de Weimar - nome dado pelos historiadores a este período histórico alemão - foi indicado um deputado do centro católico chamado Heinrich Brüning. Não tendo maioria parlamentar, ele aproveitou-se de uma brecha na Constituição para governar através de decretos-leis. Dois meses depois de assumir o governo dissolveu o parlamento e convocou novas eleições para setembro de 1930.
O maior partido alemão continuava sendo o PSDA (social-democrata) que diante do novo governo conservador adotou uma “política de tolerância”, que significava não fazer oposição, desde de que o governo se mantivesse dentro da legalidade e numa posição de defesa da República. Afinal, segundo ela, um governo de Brüning seria melhor do que o governo de Hitler.
Os comunistas também conheceram um significativo crescimento durante este período de crise. Eles passaram de 54 deputados em 1928 para 77 em 1930. Em 1932 elegeram 100 deputados. O crescimento dos comunistas foi acompanhado de um declínio relativo da social-democracia. Cresceu enormemente o número de filiados ao Partido Comunista Alemão, a grande parte era formada de desempregados e de jovens. O operariado mais idoso e que trabalhava nas grandes fábricas permaneceu sob a influência da social-democracia.
A euforia dos comunistas levou-os a não tirarem todas as lições dos resultados eleitorais. A novidade não era o crescimento do PCA, mas o crescimento da influência nazi-fascista. Os nazistas elegeram apenas 12 deputados em 1928, no auge da recuperação econômica alemã, e 107 deputados em 1930. Nas eleições de julho de 1932 elegeram 230 deputados, ou seja, obtiveram bem mais que o dobro de votos que os comunistas.

## O VI Congresso da Internacional Comunista e a teoria do social-fascismo
O VI Congresso da Gina Internacional Comunista se realizou em julho de 1928. Abandonou-se, na prática, a política de Frente Única estabelecida nos congressos anteriores. Desautorizou o estabelecimento de acordos políticos com as direções dos partidos e sindicatos social-democratas.
Às vésperas da tomada do poder pelos nazistas, o principal dirigente do PCA Thaelman] afirmou: “uma aliança entre o PCA e o PSDA é impossível não em virtude destes fatos como também por motivos de princípios”.
Na prática, o inimigo principal passou a ser a social-democracia. Já em 1924 Zinoviev, presidente da IC, chegou a definir a social-democracia como a “ala esquerda do fascismo”. O próprio Stálin chegou a afirmar: “a social-democracia é objetivamente a ala moderada do fascismo”. Em outro texto afirmou: “O fascismo e a social-democrata são, não inimigos, mas gêmeos”.
Nas resoluções do VI Congresso podemos ler: “Segundo as exigências da conjuntura política a burguesia utiliza tanto métodos fascistas como as alianças com a social-democracia, no entanto não é estranho que esta, em particular em momentos críticos para o capitalismo, assuma feições fascistas. No transcurso de sua evolução a social-democracia revela tendências fascistas”.
A expressão social-fascismo adquiriu nova força após o massacre de 1 de maio de 1929. Em julho de 1929, na X Plenária do Komintern, essa expressão apareceu oficialmente numa de suas resoluções. A XII Plenária, realizada em setembro de 1932, ainda superestimou a força da corrente revolucionária na Alemanha e subestimou o poderio nazista. Defendeu que a palavra de ordem dos comunistas deveria ser “Por uma Alemanha Socialista e Soviética!”. Nada dizia sobre a necessidade de constituir frente única com a social-democracia contra o nazismo e nem propugnava palavras de ordem de transição em defesa da democracia ameaçada.
A subestimação do significado da ditadura fascista pode ser aquilatada pelo discurso do dirigente e deputado comunista Remmele no Reichstag em 14 de outubro de 1931. Afirmou ele: “quando eles (os fascistas) estiverem no poder, a unidade da frente proletária será realizada e varrerá tudo”. Esta falsa ideia ainda seria mantida logo após a tomada do poder pelos nazistas.

## O Avanço nazista
No começo de 1932 ocorreu eleição para presidência da República. Comunistas e sociais-democratas saíram separados. Os comunistas obtiveram 5 milhões de votos. No entanto, os dois candidatos mais votados foram Hindenburg e Hitler. No segundo turno Hindenburg contou com o apoio declarado da social-democracia. Isto lhe garantiu uma tranquila vitória. Os comunistas se abstiveram.
Em junho Hindenburg demitiu Brüning e indicou em seu lugar o barão von Pappen, político da ala direita do Centro Católico. Este revogou a interdição aos grupos para-militares nazistas e dissolveu o parlamento, visando garantir uma maioria conservadora nas eleições. A direita no poder resolveu derrubar o governo social-democrata na Prússia através de uma intervenção federal constitucional, tida por muitos como um golpe de Estado.
O Partido Comunista, sentindo o perigo e rompendo com sua política sectária, propôs a realização de uma greve geral contra a intervenção. O Partido Social-Democrata não aceitou a proposta e capitulou sem luta. O estado da Prússia possuía um corpo policial armado de cerca de 90 mil homens, em grande parte formado por ex-operários. Existiam ainda os grupos de autodefesa comunistas chamados Combatentes da Frente Vermelha, e os agrupamentos armados dos sociais-democratas, os Reichbanner. A resistência poderia significar o início da guerra civil, aquilo que menos queriam as lideranças social-democratas. Acreditavam que qualquer resultado advindo da mobilização revolucionária das massas, vitória ou derrota, lhes seria desfavorável.
Von Papen dissolveu novamente o parlamento e convocou eleições para novembro de 1932. Desta vez os nazistas sofreram uma importante derrota. De 13,7 milhões de votos obtidos em março cairia para 11,7 milhões e de 230 deputados cairia para 196. Os comunistas subiram de 89 para 100 deputados. O PSDA baixou de 133 para 121 deputados. A somatória dos dois partidos operários ainda era maior do que a do Partido Nazista tomado isoladamente. Nos dias seguintes os nazistas conheceriam revezes nas eleições para as assembleias legislativas estaduais.
Entre setembro e novembro de 1932 uma onda grevista tomou conta da Alemanha. Destacou-se a greve dos transportes de Berlim que paralisou a cidade. A manutenção do impasse político e o aumento das lutas operárias começavam a prejudicar os nazistas e amedrontar o grande capital financeiro. Era preciso por fim a esta crise interminável. Era preciso instaurar a ditadura aberta. A grande burguesia passou a defender a indicação de Hitler para chancelaria do Reich. Hindeburg então destituiu von Papen e indicou Kurt von Schleicher. Este, por sua vez, ficaria apenas dois meses.
Os comunistas, além de subestimar a frente única, tendiam a considerar todos governos autoritários como fascistas. Os governos Brüning e von Papen já eram definidos como fascistas. Eram todos variações do variações de um mesmo tema: o fascismo. A própria social-democracia era definida como sua ala de esquerda. Para muitos, o comunismo perdeu de vista, assim, seu inimigo principal e impossibilitou a conquista de novos aliados, ainda que precários.
A confusão durou até que em 30 de janeiro de 1933 o presidente constitucional Hindenburg nomeou Adolf Hitler para chanceler. Os nazistas chegavam ao poder dentro da legalidade, respeitando a constituição de Weimar.
O nazista Frick foi indicado para o Ministério do Interior e Göring para a mesma função no principal estado alemão, a Prússia. Sua primeira medida foi demitir todos os oficiais e policiais suspeitos aos olhos dos nazistas e incorporar na polícia do Estado os membros das SA e SS. Em uma de suas primeiras ordens do dia afirmou: “Os oficiais de polícia que se utilizarem de armas de fogo na execução de seu dever podem contar com todo o apoio, independentemente das conseqüência de seus atos”. Começava o reino do terror. Na madrugada de 26 de janeiro de 1933 o Reichstag foi incendiado e a acusação recaiu sobre o Partido Comunista Alemão. Na mesma noite cerca de 5 mil comunistas foram presos e vários assassinados. Montou-se um processo-farsa contra o PCA e a Internacional Comunista.
No dia 5 de março, poucos dias após a grande repressão contra os comunistas, realizou-se novas eleições. As principais cidades alemãs foram tomadas de assalto pela propaganda nazista. Parecia que, da noite para o dia, haviam desaparecido os socialistas e comunistas. Não se viam suas propagandas em parte alguma. O Partido Nazista conquistou 17.250 milhões de votos. No entanto, apesar da violenta repressão, a social-democracia elegeu 120 deputados e o Partido Comunista 81. O “perigo socialista” reaparecia e precisava ser extirpado. No dia 9 de março o PCA foi colocado na ilegalidade. Vários dirigentes social-democratas também foram presos ou obrigados a se exilar.
Com a cassação de todos os parlamentares comunistas e de alguns sociais-democratas, os nazistas e seus aliados passaram a ter maioria no Reichstag e no dia 23 março apresentaram ao novo parlamento submisso a “lei de Autorização” que revogava de fato a Constituição em vigor ao autorizar o governo nazista a ditar leis sem a necessária aprovação do parlamento. Esta lei foi aprovada por 441 votos contra apenas 94 – era ainda o que restava da bancada social-democrata.

## Literatura
- Richard J. Evans: Das Dritte Reich - Aufstieg, München 2004, ISBN 3-421-05652-8 (em alemão)
- Norbert Frei: Machtergreifung. Anmerkungen zu einem historischen Begriff. In: Vierteljahrshefte für Zeitgeschichte. (VfZ) 31/1983, S. 136–145 (em alemão)
- Gotthard Jasper: Die gescheiterte Zähmung. Wege zur Machtergreifung Hitlers 1930-1934. Suhrkamp, Frankfurt am Main 1986 (Neue Historische Bibliothek), ISBN 3-518-11270-8 (em alemão)